# Deutschland im Herbst
Deutschland im Herbst ist ein Episodenfilm, der sich mit der bundesdeutschen Gesellschaft zur Zeit des RAF-Terrorismus unmittelbar nach dem „Deutschen Herbst“ 1977 auseinandersetzt – wobei diese Zeit erst nachträglich gemäß dem Filmtitel benannt wurde. Die Arbeit an der Gemeinschaftsproduktion von elf verschiedenen Regisseuren des sogenannten Neuen Deutschen Films – unter ihnen Rainer Werner Fassbinder, Volker Schlöndorff und Alexander Kluge – begann bereits Ende 1977; 1978 wurde die Collage aus teils dokumentarischen, teils szenisch erzählenden Episoden erstmals gezeigt.

## Inhalt
Die Rahmenhandlung des Films spielt in der Woche nach den Selbstmorden der RAF-Anführer am 18. Oktober 1977 (Todesnacht von Stammheim), wobei das Staatsbegräbnis für Hanns Martin Schleyer, die Schweigeminuten am Fließband des Daimler-Benz-Werks in Stuttgart, Gespräche mit Arbeitern und die Beerdigung der toten Terroristen von Stammheim gezeigt werden. Andere Episoden zeigen eine junge Geschichtslehrerin, die sich mit den Folgen des Radikalenerlasses konfrontiert sieht, oder beschreiben in kurzen Szenenabfolgen die angespannte, fast hysterische Atmosphäre in der Bevölkerung. Rainer Werner Fassbinder interviewt seine Mutter Liselotte Eder, deren politischen Konformismus er vehement kritisiert. Ein verletzter Mann (Terrorist ?) läutet an der Wohnungstür einer Pianistin und bittet um Hilfe. Man sieht viele Polizeiuniformen, eine Szene mit schwerbewaffneten Zollbeamten an einem deutschen Grenzübergang nach Frankreich, Ausschnitte aus einem Dokumentarfilm über ein Herbstmanöver der Bundeswehr 1977. Volker Schlöndorff spielt sich selbst in einer unter anderem von Heinrich Böll entworfenen Episode als Theaterregisseur, dessen Aufführung der Antigone von Sophokles zensiert wird, weil die Darstellung des antiken Stoffes als Aufruf zur Gewalt und zum Terrorismus interpretiert werden könnte.
Der Film beginnt mit der Texteinblendung:

„‚An einem bestimmten Punkt der Grausamkeit angekommen, ist es schon gleich, wer sie begangen hat:
sie soll nur aufhören.‘
8. April 1945 - Frau Wilde., 5 Kinder“

Der Film endet mit der Texteinblendung:

„‚An einem bestimmten Punkt der Grausamkeit angekommen, ist es schon gleich, wer sie begangen hat:
sie soll nur aufhören.‘“

Durch das Weglassen der „Quellenangabe“ des Zitats lässt sich dieses auf die Situation in Deutschland zu diesem Zeitpunkt beziehen.
Die letzten Minuten des Films bestehen aus Bildern der Beerdigung und des Trauermarsches für Andreas Baader, Gudrun Ensslin und Jan-Carl Raspe im Oktober 1977, wozu das Lied Here’s to You, Nicola and Bart von Joan Baez über die zwei 1927 in den USA in einem umstrittenen Prozess zum Tode verurteilten Anarchisten Nicola Sacco und Bartolomeo Vanzetti zu hören ist.
Schlöndorff, der wie Böll und die anderen Regisseure wegen des Films kritisiert worden war, meinte über seine Arbeit an Deutschland im Herbst:

„Nach so einer Arbeit mit diesem Film, nach den Erfahrungen, die man dabei macht, fragt man sich nicht mehr, warum gibt es sogenannte Terroristen, sondern wie kommt es, daß es nicht viel mehr gibt. Wie kommt es, daß nicht alle um sich schlagen.“

Laut Schlöndorff spielten Mario Adorf, Heinz Bennent, Angela Winkler und Helmut Griem und andere in diesem Film ohne Gage.
Das komplette Team erhielt 1978 beim Deutschen Filmpreis ein Filmband in Gold.

## Nachfolgende Filme
Es gab zwei ähnliche Episodenfilme von deutschsprachigen Filmemachern in der Nachfolge von Deutschland im Herbst, erst den Film Neues Deutschland (1993), dann Deutschland 09, mit dem Fatih Akın, Wolfgang Becker, Dominik Graf, Sylke Enders, Romuald Karmakar, Nicolette Krebitz, Isabelle Stever, Hans Steinbichler, Tom Tykwer und Hans Weingartner einen Episodenfilm zur Lage Deutschlands im Jahr 2009 geschaffen haben, der am 13. Februar 2009 auf der Berlinale Premiere hatte. Das Projekt besteht sowohl aus Spiel- als auch Dokumentarepisoden und ist von der Idee von Deutschland im Herbst inspiriert.